# 前島密賞
前島密賞（まえじまひそかしょう）は、逓信事業の創始者「前島密」の功績を記念し、昭和30年（1955年）に設けられ、情報通信（郵政事業を含む）及び放送の進歩発展に著しい功績のあった人物に贈呈される公益財団法人通信文化協会主催の賞。旧名称は前島賞。

## 歴代受賞者

### 第1回～第10回
- 第1回（昭和30年度）
  - 特別賞　：小森七郎、下村宏、中山龍次
  - 事業業績：頼母木真六、矢部謙次郎、若林米吉
  - 研究開発：石田美彦、梶正明、薩川一義、清水保、染谷勲、塚本昭、寺村浩一、深海規、湯原仁夫

- 第2回（昭和31年度）
  - 事業業績：小川勝彌、河西三省、長谷川銕一郎、林栄作、平山午介、松内則三
  - 研究開発：岩瀬鉄次郎、上山猛、上野清司、木下正文、税所正芳、坂口昌一、高村悟、長谷川章、早坂寿雄、三木七郎、油原三千人

- 第3回（昭和32年度）
  - 事業業績：伊藤豊、今幡兼六、大矢新次、上条清志、島山鶴雄、中村茂、三宅福馬、宮崎清則、山田守、米沢与三七
  - 研究開発：新井益夫、北原安定、黒川滋夫、高橋剛、竹内彦太郎、三原裕登、家田三郎

- 第4回（昭和33年度）
  - 特別賞　：梶井剛
  - 事業業績：荒木田良亮、木村勝、小船井敬吉、崎山正毅、張菅雄、平塚米次郎、広幡忠隆、松田義郎、横山英太郎
  - 研究開発：荒木一則、勝見正雄、桜井時夫、菅宮夫、富田義男、中田美明、宮憲一

- 第5回（昭和34年度）
  - 特別賞　：大橋八郎
  - 事業業績：石橋栄、金川義之、小松三郎、小松繁、重光蔟、土肥友二、波多野保二、初見五郎
  - 研究開発：川田大介、栗村俊男、村上一郎

- 第6回（昭和35年度）
  - 事業業績：穴沢忠平、大林孫治、近藤儀一、進藤誠一、杉山悦造、富安謙次、蜂谷道彦、中上豊吉、山崎勇、渡部信
  - 研究開発：大島信太郎、喜安善市、鈴木桂二
  - 文化振興：浅井千鶴子、大浦重雄、西村房三

- 第7回（昭和36年度）
  - 事業業績：赤羽右、荒川大太郎、井ノ川栄三、大森丙、小野猛、小池善次郎、新名直和、牧野良三、横山八次
  - 研究開発：石橋俊夫、落合岩男、河津祐元、古橋好夫、道下久吉
  - 文化振興：佐々木節子

- 第8回（昭和37年度）
  - 事業業績：祝島男、佐久間義一、佐藤昌寿、竹尾定、野村義男、牧光雄、道田貞治、密田良太郎、諸井貫一、保田信三郎、山県昌夫、山本照
  - 研究開発：川崎秀夫、雁部頴一、島田博一、清水通隆、鶴岡泰、寺薗実、中島平太郎、藤木正也、細川孝行、長田武彦、米沢平次郎

- 第9回（昭和38年度）
  - 事業業績：浅見親、上田孝夫、小関三平、北沢与三郎、斎藤浄元、関正雄、高橋明、手島栄、長島正隆、西本三十二、花岡薫、樋代準平、藤井崇治、藤川靖、藤原保明、船橋清、三井高陽
  - 研究開発：岡村進、小島卓哉、小林俊彦、駒沢義久、重井芳治、高原靖、二見格男、矢崎銀作

- 第10回（昭和39年度）
  - 事業業績：足立正、有馬大五郎、加藤正男、新堀正義、清水亀之助、津田竜三、東田俊彦、抜山平一、野村達治、本多静雄、三木を美喜、丸山音次郎、溝上銈
  - 研究開発：相原保、中川喜策、宮崎政義、六戸満

### 第11回～第20回
- 第11回（昭和40年度）
  - 特別賞　：丹羽保次郎
  - 事業業績：安辺浩、景山準吉、白水敏夫、鈴木恭一、難波捷吾、松田寅雄
  - 研究開発：白松豊太郎、高柳晃、増沢健郎

- 第12回（昭和41年度）
  - 事業業績：飯野毅夫、大橋幹一、幸前治一、佐伯玄洞、高橋功、中山次郎、古橋盛清、松方三郎、横山重遠
  - 研究開発：貝塚博、朴木実
  - 文化振興：西谷郵便局

- 第13回（昭和42年度）
  - 事業業績：秋山龍、加藤正夫、木村良次、瀬川直一、高柳健次郎、安田丈助
  - 研究開発：城水元次郎、吹上伸輔、福富禮治郎、矢頭澄生、山内正彌、吉田和男

- 第14回（昭和43年度）
  - 事業業績：岩井常雄、島浦精二、武田泰郎、田辺義敏、辻本益次、中山広吉、長岡信捷、西川佐太郎、平井義雄、舩津重太郎、堀岡正家、山田忠次、山田良秀、吉羽辧吉、米村嘉一郎、渡辺音二郎
  - 研究開発：川井一夫、熊谷傳六、星子幸男、前田光治

- 第15回（昭和44年度）
  - 事業業績：荒井ナツ、小穴操子、大野勝三、奥村喜和男、小坂秀雄、佐々貫之、柴田勤次、白石源吉、津田鐵外喜、平間寅次郎、福原敬次、松尾静磨、三熊文雄、村上元紀、村田直明、吉川義雄
  - 研究開発：伊佐進、米澤威行

- 第16回（昭和45年度）
  - 事業業績：今村捷二、靭勉、上田弘之、大内誠三、小笠原光寿、春日由三、黒田憲次郎、小松茂、永井健三、松浦克俊、山下知二郎、渡邉孝正
  - 研究開発：川端久喜、茂出木孝男

- 第17回（昭和46年度）
  - 特別賞　：松前重義
  - 事業業績：網島毅、神谷寛、加茂岩一、黒川廣二、小林栄一、島茂雄、土井利平、肥爪亀三、松永忠男、安井修平、米田冨士雄
  - 研究開発：伊藤義一、川又晃、北条英典

- 第18回（昭和47年度）
  - 事業業績：伊勢谷次郎、伊藤順二郎、小笠原幸雄、岡田完二郎、小池行政、古賀逸策、篠原登、柴田収治、高橋正吉、辻正、東博仁、吉田五郎
  - 研究開発：内山春彦、大前義次、岡本忠久、駒木広次、中込雪男、広田憲一郎、古田喜市、美間敬之

- 第19回（昭和48年度）
  - 事業業績：赤城正武、荒木萬寿夫、大山澄太、黒川金治、小林武治、篠原卯吉、中村兼次、吉澤武雄
  - 研究開発：伊吹公夫、式場英、高村真夫、吉田庄司

- 第20回（昭和49年度）
  - 事業業績：浅沼博、遠藤後一、片岡龍、久津五郎、古池信三、佐方信博、鈴木竹雄、曽山克巳、田倉八郎、立花章、中村俊一、吉田弘苗
  - 研究開発：石野文雄、鍛冶弘、田畑晴男、田中公男、森下智二

### 第21回～第30回
- 第21回（昭和50年度）
  - 事業業績：浦島喜久衛、岡崎誠一、奥田孝一、片山活三、桑田正三、白根玉喜、栃沢助造、八藤東禧、浜田成徳、星合正治
  - 研究開発：岸上利秋、高島堅助、戸田巌、長谷川寿彦

- 第22回（昭和51年度）
  - 事業業績：甘利省吾、折田萬三、川上行蔵、高田豊水、土屋文雄、長谷慎一、林一郎、平井始、深水六郎、松井一郎、村上好、横田信夫
  - 研究開発：荒谷孝夫、市川勉、大槻幹雄、大橋康隆、横井寛

- 第23回（昭和52年度）
  - 事業業績：有田喜一、雨甲斐伝吾、石川武二、黒田義晴、杉本亀一、田中久兵衛、長田太一郎、土生滋久、宮本吉夫、山本英也
  - 研究開発：榛葉実、桑原守二、中村嘉男、横山清次郎

- 第24回（昭和53年度）
  - 特別賞　：米澤滋
  - 事業業績：大久保武雄、大塚茂、中田亮吉、長濱道夫、西崎太郎、波多尚、山岸重孝
  - 研究開発：坂下隆義、畔柳功芳、山田俊男、樋下重彦

- 第25回（昭和54年度）
  - 事業業績：小野吉郎、廣瀬正雄、藤島克己、松田英一、和気幸太郎
  - 研究開発：副島俊雄、半澤幹雄、本郷馨、奥村功

- 第26回（昭和55年度）
  - 特別賞　：大和田悌二
  - 事業業績：伊藤誠、小池五雄、小出至、塩谷博、志賀正信、中西重思、挽政之助、藤田真之助、山下武、横山利光
  - 研究開発：加藤満左夫、高月敏晴、小橋亨、杉岡良一、加藤孝雄、西澤定律

- 第27回（昭和56年度）
  - 事業業績：阪本捷房、佐々木卓夫、笹田金一、新川浩、田中直治、長澤桊治、平山温、森薫
  - 研究開発：小口知宏、伊藤貞男、西野孝平、宮脇知生、蓮井浩哉、鈴木行三

- 第28回（昭和57年度）
  - 事業業績：秋草篤二、金丸徳重、後藤隆吉、佐野弘吉、永岡光治、橋本一郎、福田七右衛門、藤木栄

- 第29回（昭和58年度）
  - 事業業績：浅野賢澄、加藤勉、清田良知、澤村吉克、庄司茂樹、荘宏、三島良績、行廣清美、渡邊正毅
  - 研究開発：釜江尚彦、小林登

- 第30回（昭和59年度）
  - 事業業績：青木亮、井上俊雄、大泉周藏、北原哲夫、木村光臣、坂本朝一、新谷寅三郎、階戸正雄、松浦隼雄、山崎治平、吉國一郎
  - 研究開発：天野正紀、伊澤達夫、井上誠一、大野圭三、島田禎晉、古濱洋治

### 第31回～第40回
- 第31回（昭和60年度）
  - 事業業績：井田勝造、大石泰彦、緒方研二、志村静一、富塚太郎、浜口弘、増森孝、矢木弘和、吉田行範
  - 研究開発：鈴木誠史、石田則明、更田博昭

- 第32回（昭和61年度）
  - 事業業績：鎌田巳千雄、熊谷五郎、齋藤清、原司郎、増田元一、宮澤偵二、薬師寺厚、山本正司、中橋信弘、青木利晴、木村英俊、五嶋一彦
  - 研究開発：岩崎欣二、野坂邦史、村谷拓郎

- 第33回（昭和62年度）
  - 事業業績：稲増久義、大村三郎、齋藤重行、塩野宏、田中鎮雄、武田輝雄、平山博、山中侠、米田輝雄
  - 研究開発：鈴木健二、酒井保良、須藤常太

- 第34回（昭和63年度）
  - 事業業績：市原昌三郎、木村惇一、北原安定、鈴木重弘、竹下一記、鶴岡寛、中塚昌胤、山下勇、好本巧
  - 研究開発：石野福彌、高橋寛子、馬場昇、森田紀典

- 第35回（平成元年度）
  - 事業業績：木下和夫、齋藤成文、斎藤博、高橋良、武田功、玉野義雄、中川順
  - 研究開発：角川靖夫、坂井陽一、新納康彦

- 第36回（平成2年度）
  - 事業業績：池内宏、小澤春雄、岡村総吾、柏木輝彦、川原正人、西村尚治、溝呂木繁、山本孝
  - 研究開発：秋野吉郎、江川哲明、小宮菱一

- 第37回（平成3年度）
  - 事業業績：浅川泰治、河合昌子、兒島光雄、小口文一、道正啓吉、中田正一、林宏三、福井健士、藤井等、渡辺文夫
  - 研究開発：河西宏之、白川英俊、鴇沢郁男、山本英雄

- 第38回（平成4年度）
  - 事業業績：浅見喜作、栗原芳高、小西一三、幸地栄、下河辺淳、山内正彌、吉田直哉
  - 研究開発：猿渡岱爾、森広芳照、山崎泰弘、山田豊通、結城皖曠、若原恭

- 第39回（平成5年度）
  - 事業業績：浅尾宏、板倉豊文美、稲見保、神山文男、齋藤実、長田武彦
  - 研究開発：石川嘉彦、村上仁己、車田克彦、酒井徹志、中川清司、大塚吉道、西澤台次、二宮佑一

- 第40回（平成6年度）
  - 事業業績：青山逸樹、小川晃、川口慎二、牧島弘光、諸井虔、柳瀬敏幸、高仲優、山川静夫
  - 研究開発：秋葉重幸、上野谷拓也、川瀬正明、高島征二、山本杲也、堺和夫

### 第41回～第50回
- 第41回（平成7年度）
  - 事業業績：生田正輝、鴻常夫、佐藤昭一、佐藤亮、田中弘邦、輿寛次郎、山室英男、岡安孝夫
  - 研究開発：木村悦郎、手代木扶、白崎勇一、小檜山賢二、石川宏、小川圭祐、小林忠男

- 第42回（平成8年度）
  - 事業業績：日裏泰弘、寺島角夫、宮城滋、猪瀬博、川井健、山口開生、金子辰雄
  - 研究開発：杉浦行、高橋達郎、黒田憲一、大山茂、𠮷川重夫、村上宏、小池純郎、倉重光宏、平田康夫、安田豊

- 第43回（平成9年度）
  - 事業業績：野田誠二郎、原澤道美、中崎典男、上田喜信、伊東光晴、石井威望、島野卓爾、前田光治、西井昭、中村好郎、岡崎榮
  - 研究開発：岡本謙一、萩原英二、山本浩治、中川一夫、小西和憲、浅見徹

- 第44回（平成10年度）
  - 事業業績：守住有信、飯田尚志、山田雅之、田村智、河野俊二、富永健一、小林庄一郎、岩下健、福富禮治郎、川口幹夫、太田亨
  - 研究開発：鈴木滋彦、大西廣一、岡田邦明、伊藤泰彦、水池健

- 第45回（平成11年度）
  - 事業業績：高本康夫、小林忠、藤原敏幸、河野美智子、森井勇、上田昭三、岡野行秀、児島仁、城水元次郎、岡村和夫
  - 研究開発：渡辺隆市、三鬼凖基、酒井隆司、羽鳥好律、松本修一、和田正裕

- 第46回（平成12年度）
  - 事業業績：中島英男、五代利矢子、西澤潤一、柳川英麿、藤田史郎、村上治、杉本昌穂、加賀美幸子
  - 研究開発：有賀規、大貫雅史、小林勝美、永田清人、山田宰、松村肇、加藤久和

- 第47回（平成13年度）
  - 事業業績：望月哲哉、三上賢二、後藤孝司、内藤周幸、稲葉興作、堀家文吉郎、高橋節治、岩﨑昇三、森川脩一、相田洋
  - 研究開発：小野定康、青山友紀

- 第48回（平成14年度）
  - 事業業績：光森茂之、猿橋昭四郎、中山珙平、北浩、藤方貢、新堂幸司、赤澤昭三、飯田克己、草加英資、長谷川豊明、山本孝
  - 研究開発：佐和橋衛、尾上誠蔵、山本浩治、村瀬淳

- 第49回（平成15年度）
  - 特別賞　：長田裕二
  - 事業業績：福原義春、湯沢甲子、栗本幸男、小山恒、岡本永雄、水橋紀男、小池邦夫、岩田敏男、神林留雄、桑原守二、泉武博、大原誠
  - 研究開発：畠中優行、山本修一郎、竹田忠雄

- 第50回（平成16年度）
  - 事業業績：岡野裕、佐藤啓一郎、木下誠、氏郷博之、大年英夫、砂原猛、國吉政良、杉原二郎、松尾重明、岸本仁蔵、大星公二、石井康雄、中村宏、西田善夫
  - 研究開発：大森慎吾、増子治信、工藤明彦、足立佳彦、浦田昌和、高橋誠治、岡野文男、金澤勝、菅原正幸、濱崎公男、小林正義、宇川隆雄

### 第51回～第60回
- 第51回（平成17年度）
  - 事業業績：新井猛、石川健次、廣瀨義一、石橋康正、土井清、戸田巌、寺西昇、𠮷野武彦、河本哲也
  - 研究開発：猪木誠二、遠藤真、長沼次郎、田代豊

- 第52回（平成18年度）
  - 事業業績：柴田博康、松本年数、中村忠孝、手塚明、柿谷仙次郎、溝口敏行、西村守正、石井孝、西澤台次、藤田太寅
  - 研究開発：森川容雄、鈴木良昭、萩本和男、織田一弘、平子正典

- 第53回（平成19年度）
  - 事業業績：内海善雄、井原彌四郎、青木義照、𠮷﨑庄司、宮村重樹、宮津純一郎、横田剛、近藤康弘、山田宰
  - 研究開発：小川博世、松井敏明、神田雅透、松井充、永妻忠夫、枚田明彦、小杉敏彦、宇宙航空研究開発機構SELENEプロジェクトチーム、日本放送協会ハイビジョンカメラチーム

- 第54回（平成20年度）
  - 事業業績：齊藤忠夫、森下洋一、松野年秀、松本洋一、尾関久良、戸島敏行、谷村美和、井口實、櫛橋信夫、山下友信、林豊、貝淵俊二、三宅誠、山根基世
  - 研究開発：川瀬成一郎、丸山隆、守谷健弘、守倉正博、溝口匡人、鬼沢武、雨宮不二雄、田島公博、小林隆一、日本放送協会地上デジタル放送における放送波中継技術の開発グループ

- 第55回（平成21年度）
  - 事業業績：加藤漳、松井浩、仲宗根栄一、竹内清史、富樫栄、朝原雅邦、井上秀一、大場吉延、小出五郎
  - 研究開発：熊谷博、久保田文人、村瀬洋、柏野邦夫、永野秀尚、黒住隆行、大室仲、佐々木茂明、日和﨑祐介、徳間綾子

- 第56回（平成22年度）
  - 事業業績：原田泰治、仲本光男、髙橋正安、吉田武夫、谷川友昭、三原種昭、河野尚行、榎並和雅
  - 研究開発：板部敏和、木俵豊、黒橋禎夫、赤峯享、河原大輔、加藤義清、宮本裕、富澤将人、佐野明秀、小森光修、西泰樹、山本員市、堀川浩二、日本放送協会スーパーハイビジョン光伝送技術開発グループ

- 第57回（平成23年度）
  - 特別賞　：左藤惠
  - 事業業績：澁谷昭夫、上野亮平、塩澤雄一郎、高橋延明、中川茂、境眞、松本一人、桑嶋邦彦、立川敬二、池田茂、今井義典、谷岡健吉、尾上規喜
  - 研究開発：井口俊夫、佐々木雅英、藤原幹生、三木俊雄、保田佳之、中村寛、中村武宏、池田充郎、岩崎裕江、中島康之、滝嶋康弘、鈴木正敏、枝川登、森田逸郎、日本放送協会自動音声読み上げ放送サービスのための音声合成技術開発グループ

- 第58回（平成24年度）
  - 事業業績：古河豊吉、坂本明則、知名定一、浦野修、松尾勇二、木塚修一、新井利昭、大塚隆廣
  - 研究開発：若菜弘充、隅田英一郎、堀智織、Dixon Paul Richard、Finch Andrew Michael、Paul Michael、政瀧浩和、堀貴明、小橋川哲、河原達也、大矢智之、関野公彦、樋口健、渡邉文夫、野本真一、日本放送協会ミリ波モバイルカメラ開発グループ
  - 文化振興：大廻政成、松平定知、佐賀健二

- 第59回（平成25年度）
  - 事業業績：宮本武人、曽根萃、佐藤清彦、石原廣司、中西義明、横井亮介、中尾哲雄、大島精次
  - 研究開発：山中幸雄、渡邊聡一、和氣加奈子、浜田リラ、長岡智明、榮藤稔、礒田佳徳、飯塚真也、辻野孝輔、東中竜一郎、高橋浩、井上靖之、鈴木扇太、田中俊昭、清本晋作、日本放送協会音声認識技術を用いた放送番組自動字幕作成システム開発グループ
  - 文化振興：川角靖彦、杉本篤実

- 第60回（平成26年度）
  - 事業業績：神田昌彦、吉野進、黒田敏博、鈴木正誠、稲葉悠、志岐紀夫、河村浩
  - 研究開発：富田二三彦、富澤将人、尾中寛、水落隆司、福知清、梅田成視、河原敏朗、福家裕、山田武史、染谷隆雄、西田幸博、正岡顕一郎、菅原正幸、堀内浩規、柳原広昌、平田晃、澤田拓也、清水智行、植松洋彦、葛西徹、藤村明憲、江島二葉、深川周和
  - 文化振興：齋藤晴比古、中村克史、津川清一

### 第61回～第70回
- 第61回（平成27年度）
  - 事業業績：小寺輝久、丸岡正憲、山本一明、大和田勇、石川宏、大橋建明、川瀬隆介
  - 研究開発：池谷健佑、大竹清敬、鳥澤健太郎、後藤淳、水野淳太、田仲正弘、杉山一雄、前原昭宏、二方敏之、中島和秀、冨田茂、三川泉
  - 文化振興：村野和雄、重村一、日本電気PASOLINK開発グループ

- 第62回（平成28年度）
  - 事業業績：中川勝、岡秀、松崎義昭、沖見勝也、田村信一、森修一
  - 研究開発：益子信郎、浦塚清峰、梅原俊彦、小林達治、松岡建志、上本純平、安部田貞行、德弘徳人、渡邊靖之、島津義嗣、木下慶介、中谷智広、三好正人、久保田敏之、遠藤真、青木秀一、河村侑輝、大槻一博、加藤晴久、北﨑修央、松本正明、伊藤盛、小林達也、富士通80GHz高速無線伝送システム開発グループ
  - 文化振興：廣瀬哲雄、小尾敏夫

- 第63回（平成29年度）
  - 事業業績：平田好光、大和田賢、坂本義定、三田清、関祥行、是枝伸彦、塩冶憲司
  - 研究開発：細川瑞彦、大竹剛、井上大介、鈴木宏栄、津田侑、高木彌一郎、中村健、大西隆之、新田高庸、河原敏朗、古川憲志、橋本研司、辻智弘、米山暁夫、小幡潤、澤広泰、古谷信雄
  - 文化振興：武山芳夫、桜井洋子、橋本明

- 第64回（平成30年度）
  - 事業業績：佐中宗孝、塩濵登、島本敏夫、三浦惺、福田俊男、大橋弘明
  - 研究開発：藤巻則夫、阿部正幸、原田博司、児島史秀、音洋行、内山靖之、尾花和昭、鴨田浩和、村瀬健治、中川孝之、津持純、岡部聡、矢板信、中舍安宏、笠松章史、KDDI総合研究所MP－Factory開発チーム
  - 文化振興：水池健

- 第65回（令和元年度）
  - 事業業績：新谷隆博、守山悦満、山田喜世勝、青木利晴、鈴木良之、丸山康照
  - 研究開発：門脇直人、淡路祥成、坂口淳、Puttnam Ben、Soares Luís、Ruben Rademacher、Georg Friedrich、中村宏之、芳賀一夫、大栢智晴、大亦寿之、池尾誠哉、南川敦宣、小林直、中島純、若井幸夫、小野智弘、日本電気放送・メディア事業部
  - 文化振興：永田聡、天城靭彦、井上友二、三木明博
- 第66回（令和2年度）
  - 事業業績：アイコム株式会社、鈴木孝夫、西嶋義雄、森勤、和才博美、伊藤泰彦、鈴木幸一、髙田光浩、森本哲夫
  - 研究開発：寺井弘高、三木茂人、山下太郎、高橋克巳、中村寛、中村武宏、安部田貞行、音洋行、樋口健、東真希子、山内結子、比留間伸行、住吉英樹、中村徹、奥井宣広、披田野清良、清本晋作、三宅優、三菱電機株式会社
  - 文化振興：情報通信研究機構テラヘルツ波帯標準化活動チーム、柳澤秀夫、村上光一、田澤由利
- 第67回（令和3年度）
  - 事業業績：伊東博、三上謙次、内村史郎、髙部豊彦、川口忠久、田村欣也、間瀬朝久、情報通信研究機構宇宙天気情報社会利用展開チーム
  - 研究開発：前田英樹、島崎大作、中村政則、鷹取泰司、吉田英邦、増田昌史、澤向信輔、大矢根秀彦、ウメシュ アニール、後藤功雄、美野秀弥、伊藤均、衣川和尭、山田一郎、釣谷剛宏、高橋英憲、五十嵐浩司、相馬大樹、若山雄太、㈱日立国際電気「消防庁ガイドライン準拠戸別受信機実用化プロジェクト」
  - 文化振興：三村優美子、米山高生、三宅民夫、内藤悠史、若宮正子
- 第68回（令和4年度）
  - 事業業績：山桝敬夫、中村高彦、江部努、矢橋隆、宮内隆、日本電信電話㈱ネットワークイノベーションセンタ
  - 研究開発：大友明、山田俊樹、梶貴博、谷誠一郎、高橋康博、松﨑敬文、山岸史弥、島﨑智拓、居相直彦、中村元、岸洋司、北原武、小頭秀行、稗圃泰彦
  - 文化振興：田尻嗣夫、岩田一政、前田洋一、三浦文夫、香取啓志
- 第69回（令和5年度）
  - 事業業績：青木進、菅康治、山本隆三、山田隆持、細野昭雄、松浦隆一
  - 研究開発：梅沢俊匡、山口祐也、山本直克、菅野敦史、赤羽浩一、内田大誠、岩國辰彦、小岩正明、奥村幸彦、寺田雅之、赤塚裕人、鈴木俊博、永田智大、望月貴裕、河合吉彦、藤森真綱、三島剛、内藤整、河村圭、海野恭平、木谷佳隆
  - 文化振興：日向英実、佐藤孝平、井上弘、大南信也
- 第70回（令和6年度）
  - 事業業績：山本利郎、長尾善文、三島由美、宇治則孝、鈴木喜晴、松本正幸
  - 研究開発：田口隆久、矢野博之、笠間貴弘、井野毅也、井上大介、衛藤将史、李斗煥、井上雅広、鴨川健司、丹野元博、竹内知明、岡野正寛、蔀拓也、朝倉慎悟、宮坂宏明、堀内俊治、大久保翔太、片岡大記、宮崎清志、新井田統、㈱国際電気90GHz帯滑走路面異物検知システム実用化プロジェクト
  - 文化振興：飯野奈津子、宮寺好男、岡山放送株式会社